# Comédie-Française
Ne doit pas être confondu avec Cinéma comique français.
Pour les articles homonymes, voir Comédie française et Théâtre-Français (homonymie).
Résidence
La Comédie-Française ou Théâtre-Français (souvent appelé simplement « le Français ») est une institution culturelle française fondée en 1680 et installée depuis 1799 salle Richelieu au cœur du Palais-Royal dans le 1er arrondissement de Paris.
Établissement public à caractère industriel et commercial depuis 1995, elle est le seul théâtre national en France disposant d'une troupe permanente de comédiens, la Troupe des Comédiens-Français.
Bien que mort depuis sept ans quand la troupe est créée, Molière est considéré comme le « patron » de l'institution, surnommée la « Maison de Molière », notamment grâce aux efforts de sa veuve Armande Béjart et de son ancien secrétaire La Grange pour préserver son legs et le faire vivre au sein de l'institution qu'ils ont tous deux rejoint à sa création à partir de la troupe de Molière anciennement Troupe du Roy qu'ils avaient maintenue au Théâtre du Guénégaud par leurs propres moyens. Le fauteuil dans lequel il entre en agonie lors d'une représentation du Malade imaginaire était anciennement exposé au fond de la galerie des bustes, après le Foyer Public Pierre Dux. Cependant il est aujourd’hui exposé au fond du péristyle en entrant dans le théâtre.
La devise de la Comédie-Française est, en latin, « Simul et singulis » (qui peut être traduite par « être ensemble et rester soi-même »). Son emblème est une ruche avec des abeilles, à l'image d'une institution foisonnante.

## Historique de la Comédie-Française
La Comédie-Française est fondée par ordonnance royale de Louis XIV le 21 octobre 1680 pour fusionner les deux seules troupes françaises parisiennes de l'époque, la troupe de l'hôtel Guénégaud (troupe de Molière, dirigée par La Grange) et celle de l'hôtel de Bourgogne. Le 25 août, les comédiens s'étaient déjà réunis pour donner leur première représentation commune, composée de Phèdre (Racine) et des Carrosses d'Orléans (La Chapelle). L'acte royal leur accorde le monopole de jouer à Paris, que les Comédiens-Français défendront jalousement au cours du XVIIIe siècle, notamment contre les Comédiens-Italiens.
Le 5 janvier 1681, les Comédiens-Français se lient entre eux par un acte d'association qui règle notamment le régime des pensions des comédiens retraités. Le répertoire se compose alors de l'ensemble des pièces de théâtre de Molière et de Jean Racine, ainsi que de quelques pièces de Pierre Corneille, Paul Scarron et Jean Rotrou. Les distributions sont arrêtées par l'auteur, s'il est vivant, sinon par les premiers gentilshommes de la Chambre du roi.
Le 3 septembre 1793, pendant la Révolution, la Comédie-Française est fermée par ordre du Comité de salut public, et les comédiens sont emprisonnés.
En 1795, la commission militaire du 13 Vendémiaire y siège pour condamner l'insurrection royaliste.
Le 31 mai 1799, le nouveau gouvernement met à disposition la salle du théâtre de la République (salle Richelieu) où jouait Talma, pour permettre aux comédiens de reconstituer la troupe et qui en accueillera toutes les représentations (sauf durant les périodes de restauration de la salle).
La nouvelle installation est dotée d'un café-caveau dont les salles souterraines s'étendent sous toute la longueur de la galerie vitrée jusqu’à la maison Chevet. Et qui connaîtra une grande vogue durant le Premier Empire et les premières années de la Restauration.
En 1812, l'empereur Napoléon Ier, en pleine campagne de Russie, décide de réorganiser la Comédie-Française en signant le 15 octobre, le décret dit « de Moscou » qui comporte 87 articles, et qui reste, à peu de chose près, le statut encore en vigueur aujourd'hui.

Bâtiment de la Comédie-Française au XVIIIe siècle
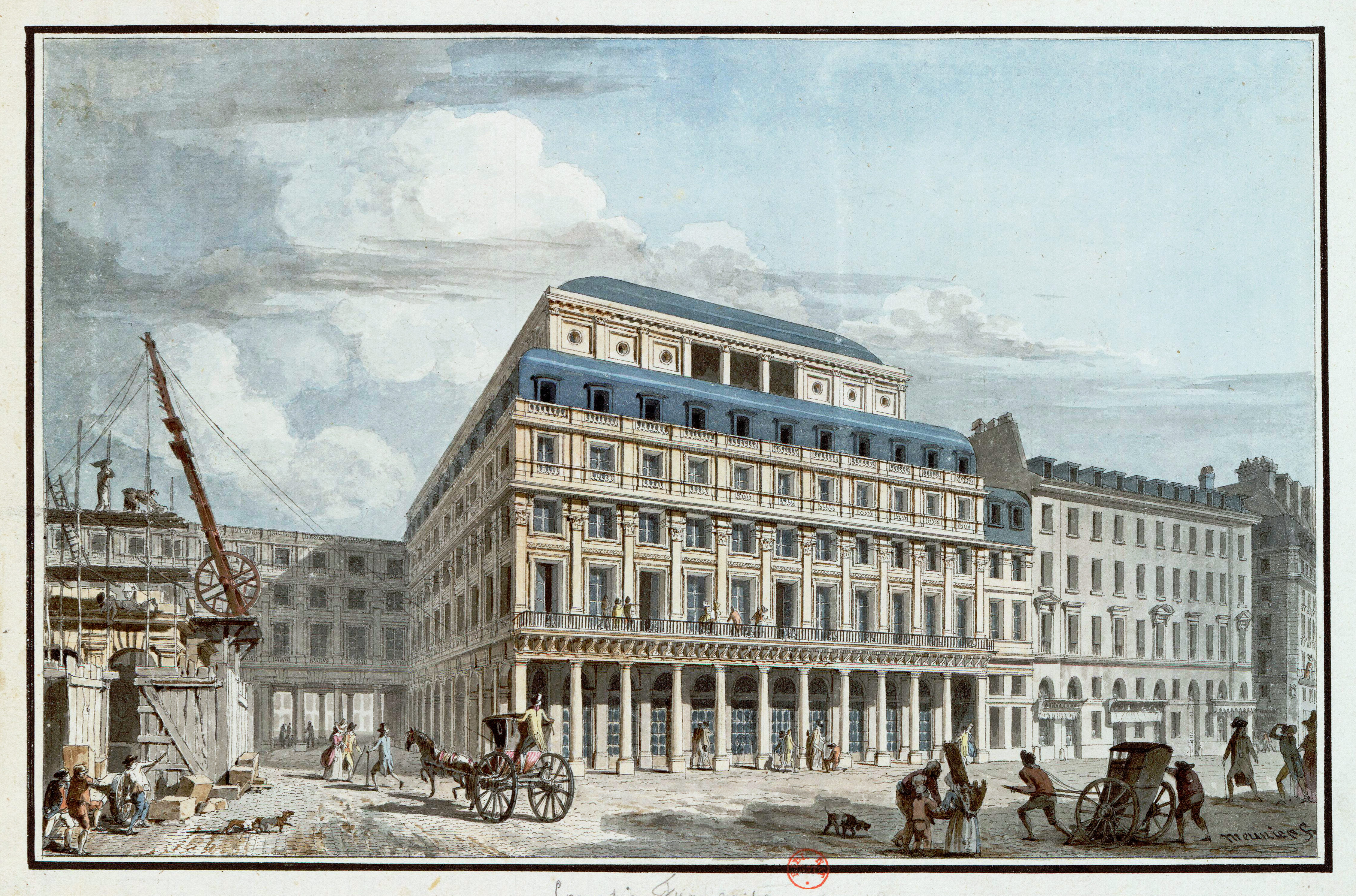
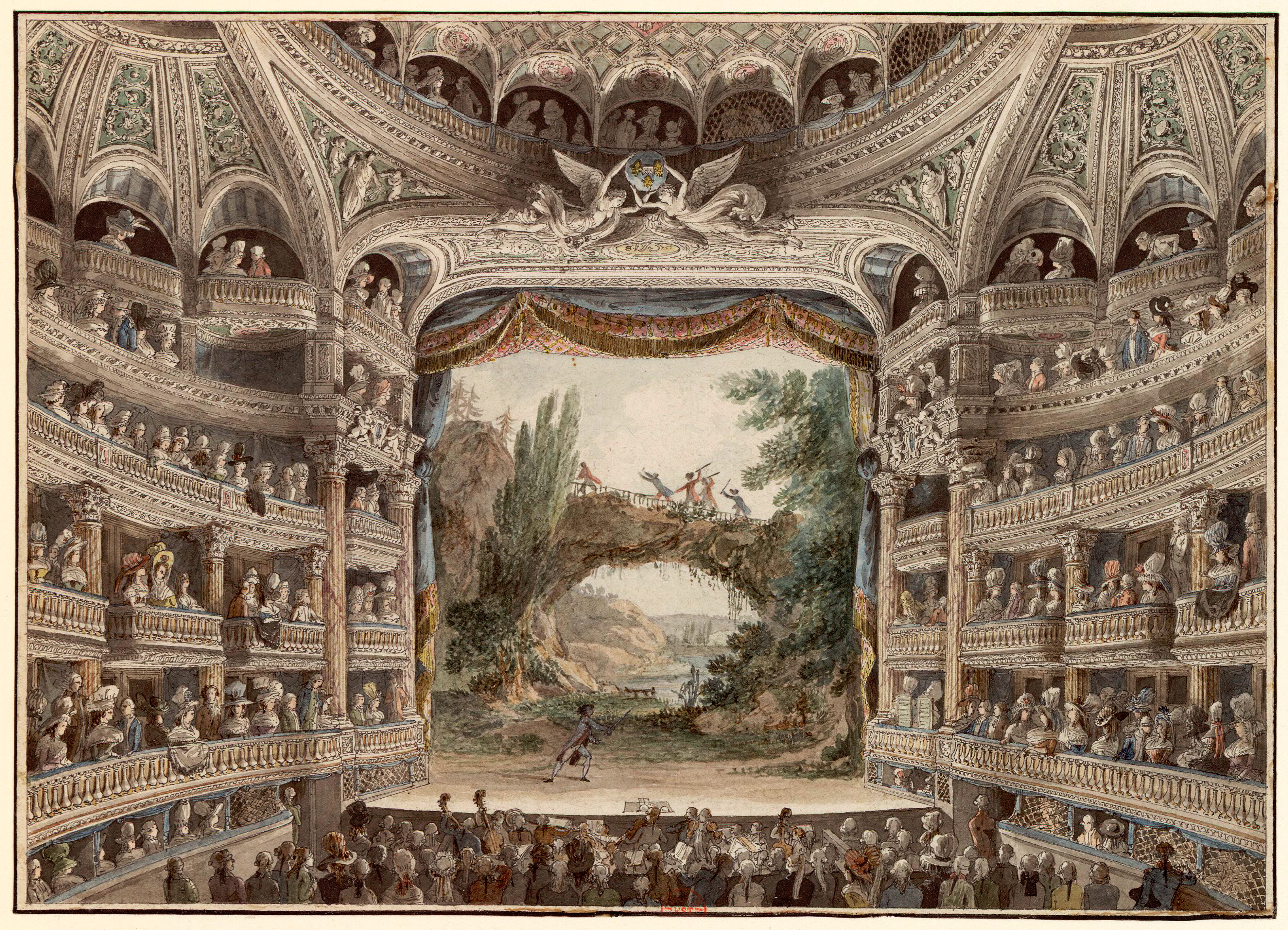

Sous le Second Empire, la salle XVIIIe est remaniée dans son état actuel par l'architecte du Palais-Royal Pierre Prosper Chabrol. Il réalise également le grand escalier et étend la façade sur la place du Théâtre Français (place Colette). Le plafond de la nouvelle salle est confié aux peintres François Joseph Nolau et Auguste Alfred Rubé, son beau-frère, sur une composition de Félix-Joseph Barrias. L'ensemble est inauguré en 1858. Il s'agit là d'une première étape dans la modernisation et la création des salles publiques parisiennes sous Napoléon III avant le Théâtre du Châtelet, le Théâtre de la Ville et l'Opéra Garnier dans les années 1860. Ce décor est l'objet d'un incendie en 1900.

### Différentes salles
La troupe de la Comédie-Française a occupé plusieurs salles depuis sa création :
- le théâtre de Guénégaud (1680-1687), où la troupe a vu le jour en 1685. En juin 1687, les Comédiens-Français sont expulsés de l'hôtel de Guénégaud par ordre du Roi, au motif qu'ils risquaient de troubler le collège des Quatre-Nations qui allait ouvrir ses portes ;
- l'hôtel des Comédiens ordinaires du roi (1689-1770), construit par les Comédiens sur l'emplacement du Jeu de paume de l’Étoile, sis rue des Fossés-Saint-Germain-des-Prés (actuel no 14 de la rue de l'Ancienne-Comédie). Ils le quittent en 1770 à cause de son état trop vétuste ;
- la salle des Machines du palais des Tuileries (1770-1782) ;
- le théâtre de l'Odéon (1782-1793). En 1782, les Comédiens-Français s'installent au théâtre de l'Odéon (salle Luxembourg) spécialement construit pour eux. La troupe s'étant dispersée lors de la Révolution, le théâtre devient propriété privée sous le nom de théâtre de la Nation. Ce précédent fera date puisque l'Odéon devient la seconde salle du « Français » tout au long du XXe siècle, durant des périodes plus ou moins importantes.

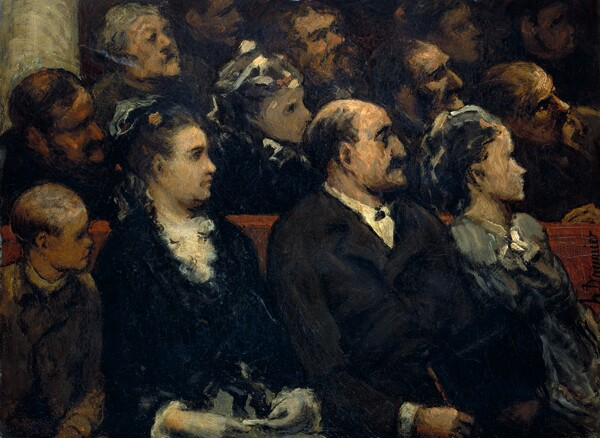
Théâtre français par Honoré Daumier, vers 1856 (National Gallery, Londres).

- la salle Richelieu (1799 à nos jours), conçue par l'architecte Victor Louis en bordure du jardin du Palais-Royal. Le 8 mars 1900 la salle et la scène sont ravagées par un incendie dans lequel la jeune comédienne Jane Henriot trouve la mort. La troupe se produit dans les salles de l'Opéra et de l'Odéon en attendant la reconstruction confiée à l'architecte Julien Guadet. Menée en un temps record, elle est achevée pour l'Exposition universelle de 1900. Le 1er octobre 1913 a lieu l'inauguration du nouveau plafond de la salle Richelieu peint par Albert Besnard[11]. En 1987 est inauguré un nouveau rideau de scène peint par Olivier Debré.
- après la Seconde Guerre mondiale, la troupe fait plusieurs tournées internationales et joua, chaque année pendant une semaine entre 1950 et 1967, au Théâtre royal du Parc, la plus ancienne scène de Bruxelles après La Monnaie.
- en 1993, le théâtre du Vieux-Colombier (fondé par Jacques Copeau) est rénové et alloué par le ministère de la Culture au « Français » à titre de seconde salle (ce dernier ayant définitivement perdu l'Odéon en 1988) ;
- en novembre 1996 a lieu l'ouverture dans la galerie du Carrousel du Louvre du Studio-Théâtre d'une capacité de 136 places, en référence au théâtre d'art de Moscou de Constantin Stanislavski ;
- en 2012, une structure temporaire baptisée « Théâtre éphémère » est édifiée dans la galerie d'Orléans du Palais-Royal en raison d'importants travaux de mise en conformité et d'accessibilité de la salle Richelieu. Il s'agit d'un théâtre de bois d'une capacité de 746 places, conçu par Alain-Charles Perrot, architecte en chef des monuments historiques[12]. Parallèlement, la restauration de la salle Richelieu est assurée par les architectes en chef des monuments historiques[13].
- au début de la saison 2020-2021, la salle fait à nouveau l'objet de travaux, pendant lesquels la troupe se produit au théâtre Marigny.

### Conséquences de l'épidémie de COVID-19
Dans le contexte de la pandémie de Covid-19, la Comédie-Française a dû fermer durant les trois périodes de confinement en 2020 et 2021 comme tous les autres théâtres en France. L'institution bénéficiant d'une troupe permanente, il a été décidé de lancer un programme de représentations en ligne, incluant la lecture intégrale de À la recherche du temps perdu, et un programme de représentations sur YouTube nommé Théâtre à la table pour lequel les acteurs jouent une pièce du répertoire après avoir répété pendant une semaine.

## Fonctionnement

### Troupe du Français
Au 1er janvier 2020, la troupe était composée de 79 comédiens, dont : 37 sociétaires, 19 pensionnaires, 22 sociétaires honoraires et 1 artiste auxiliaire.

### Équipes techniques
Une équipe de vingt personnes assure la réalisation des décors, conçus au fil du temps par des artistes renommés comme Marie Laurencin, Valentine Hugo, Christian Bérard, Jean Carzou, Cassandre, Raoul Dufy, Pierre Clayette, Richard Peduzzi ou le metteur en scène et plasticien Bob Wilson.

## Bibliothèque-musée
La Comédie-Française dispose d'un fonds de livres, documents, manuscrits, tableaux, sculptures, dessins et objets d'art. Cet ensemble, fort important (dont 360 tableaux et 270 sculptures), est conservé par la bibliothèque-musée de la Comédie-Française, dont les bureaux sont situés dans l'enceinte du Palais-Royal, galerie du Beaujolais. Cet établissement, ouvert aux chercheurs, ne se visite pas, des œuvres sont, le cas échéant, prêtées lors d'expositions.
Si beaucoup de ces œuvres sont des œuvres de commande créées spécialement pour jouer les spectacles ou pour orner les salles de théâtre, la Comédie possède aussi de nombreuses peintures ou sculptures qui ont été données à la troupe par des admirateurs. L’ensemble de ces pièces permet de retracer l’histoire de cette institution et de suivre l’évolution du statut du comédien depuis le XVIIe siècle.
À l'occasion du tricentenaire de la compagnie, une grande rétrospective fut organisée au Centre Georges-Pompidou en 1980 ; une partie des œuvres fut à nouveau exposée au Petit Palais de Paris en 2011-2012.

## Répertoire
La Comédie-Française dispose en 2020 d'un répertoire de près de 3 500 pièces.
En juillet 2015, le nouvel administrateur, Éric Ruf, annonce le retour des Comédiens-Français au festival d'Avignon pour son 70e anniversaire en 2016, avec la création d'une adaptation scénique des Damnés de Luchino Visconti, mise en scène par Ivo van Hove.

## Identité visuelle
|                                                                  |  |  |
| L'ancien et le nouveau logo de la Comédie-Française depuis 2015. |  |  |

Le nouveau logo de la Comédie-Française a été créé en 2015 par l'agence française de design c-album, basée à Paris.

### Vidéo
- La machinerie de la Comédie-Française en 1975 sur le site de l'INA